# Чарлз Уитстън
Сър Чарлз Уитстън (на английски: Charles Wheatstone) е британски учен и изобретател.
Той е автор на множество научни постижения по време на Викторианската епоха, включително на английската концертина, стереоскопа (устройство за показване на триизмерни изображения) и шифъра Плейфеър. Най-известен е с приносите си към развитието на електротехниката със създадения от него мост на Уитстън, първоначално изобретен от Самюъл Хънтър Кристи, както и като значителна фигура в развитието на телеграфията.

## Биография
Чарлз Уитстън е роден в Барнуд, Глостършър, Англия. Баща му е музикант, който се премества в Лондон четири години по-късно като учител по флейта. Чарлз е втори син, учи в селско училище и на няколко места в Лондон. Едно от тях е в Кенингтън. Като момче е много стеснителен. Обича да се усамотява на тавана.
Когато е на 14 години, става чирак при чичо си, който произвежда и продава музикални инструменти. Тъй като няма вкус към занаятчийството и бизнеса, обича да чете книги. Баща му го насърчава в четенето и накрая го взима от чираклъка.

## Спектроскопия
Уитстън участва в създаването на ранните години на спектроскопията чрез откриването и използването на спектралните емисионни линии.
През 1835 година на Дъблинската среща на Английската асоциация Уитстън показва, че когато метали бъдат изпарени с помощта на електрическа искра, тяхната светлина след преминаване през призма показва такива линии, които са характерни за тях. Така видът на метала, от който са получени парите, може да бъде определен чрез анализ на светлината на искрата. Това предположение има голямо значение за създаването на спектралния анализ от Роберт Бунзен и Густав Кирхоф. То довежда до откриването на редица нови елементи като рубидий, талий и др.

## Телеграф
Уитстън изоставя своята идея за предаване на данни чрез механични трептения и създава електрическия телеграф. През 1835 г. смятайки че електрическият телеграф може да бъде много полезен, той планира експерименти по железопътната линия между Лондон и Бирмингам. Преди този план да бъде осъществен обаче, го посещава Уилям Кук на 27 февруари 1837 г. Срещата има важно значение за по-нататъшната му работа.

### Сътрудничество с Кук
Кук е офицер, който по време на домашен отпуск се записва да слуша лекции по анатомия в Университета в Хайделберг, където на 6 март 1836 г. е свидетел на демонстрацията на телеграф от професор Монке. Кук е толкова впечатлен, че захвърля своите медицински изследвания и насочва усилията си към телеграфа. Скоро след това се връща в Лондон и има възможност да покаже телеграф с три игли през януари 1837 година. Консултира се с Фарадей и с д-р Роджет, последният от които го изпраща при Уитстън.
При втората си среща Кук казва на Уитстън за намерението си да създаде работещ телеграф и обяснява своя метод. Уитстън отбелязва, че методът на Кук няма да действа, и предлага свой експериментален телеграф. Кук предлага да създадат съдружие, но Уитстън първоначално не е склонен да се съгласи. Той е добре известен в научните среди и смята да публикува своите резултати без да търси печалба от тях. Кук от своя страна заявява, че неговата единствена цел е да направи проекта си печеливш. През май те се договарят да обединят усилията си, Уитстън участва с научния си талант, а Кук – с административните си умения. Споразумението е подписано на 19 ноември 1837 г. Съвместният им патент е издаден за изобретение на телеграф с пет игли. Звуковият сигнал работи с реле, в което токът, чрез потапяне на иглата в живак, затваря веригата и спира работата на часовниковия механизъм.
Пет-игленият телеграф на Уитстоун е подобен на този на Шилинг и се основава на принципа на Ампер. Токът се изпраща по линията от батерия, която се включва и изключва с ключ. На другия ѝ край токът преминава през тел, намотана около магнитна игла, която може свободно да се отклонява от своя център. В зависимост от това кой полюс на батерията е включен с помощта на ключа, токът отклонява иглата в едната или другата посока. Устройството има пет отделни вериги, които задействат пет различни игли.
Уитстън бил провъзгласен за рицар през 1868 г., след като завършва автоматичния телеграф. Става кавалер на Почетния легион. Около тридесет и четири отличия и дипломи от английски и чуждестранни дружества свидетелстват за научната му репутация. От 1836 г. е член на Кралското дружество. През 1859 г. е избран за чуждестранен член на Шведската кралска академия на науките. През 1873 г. Уитстън става чуждестранен член на Френската академия на науките. Същата година е удостоен с медала Ампер от Френското дружество за насърчаване на националната индустрия. От 1875 г. Уитстън е почетен член на Института на строителните инженери.

## Електрически генератор
През 1840 г. Уитстън създава магнито-електрическа машина за генериране на постоянен ток.
На 4 февруари 1867 г. изпраща принципа на действие на динамо-електрическата машина до Кралското дружество. Десет дена преди това Сименс съобщава за идентично откритие. Двата труда са представени в един и същи ден.
След това в рамките на няколко месеца се появяват идентични описания на принципа на действие независимо от Вернер фон Сименс, Самюел Алфред Варли и Уитстън. Варли патентова откритието си на 24 декември 1866 г. Съобщението на Сименс е от 17 януари 1867 г., а Уитстън излага действието му в Кралското дружество на 4 февруари 1867 г.